# Thorectes punctatolineatus
Thorectes punctatolineatus är en skalbaggsart som beskrevs av Francois 1904. Thorectes punctatolineatus ingår i släktet Thorectes och familjen tordyvlar. Inga underarter finns listade i Catalogue of Life.